# Jan Chryzostom Kaczkowski
Jan Chryzostom Kaczkowski (ur. 26 stycznia 1744 w Lisowczykach, zm. 24 lutego 1816 w Dubnie) – polski duchowny rzymskokatolicki, biskup pomocniczy łucki.

## Życiorys
21 kwietnia 1767 otrzymał święcenia diakonatu, a pięć dni później prezbiteriatu. Odbył studia w Rzymie zakończone uzyskaniem w 1774 tytułu doktora obojga praw. Dziekan kapituły łuckiej, proboszcz w Mielnikach i w Dubnie, gdzie zbudował kościół, archidiakon i oficjał brzeski.
25 czerwca 1781 papież Pius VI prekonizował go biskupem pomocniczym łuckim i biskupem in partibus infidelium chariopolitańskim. Brak informacji od kogo i kiedy przyjął sakrę biskupią. Od 1795 delegat biskupi na okręg podlaski.
Zmarł 24 lutego 1816 w Dubnie i pochowany został w tamtejszym kościele.